# Park Se-yeong
Park Se-yeong (26 juli 1993) is een Zuid-Koreaans shorttracker.

## Carrière
Op de wereldkampioenschappen shorttrack junioren stond Park Se-yeong drie keer op het eindpodium, hij won brons in 2010 en goud in 2012 en 2013.
Hij vertegenwoordigde Zuid-Korea op de Olympische Winterspelen 2014, maar kwam niet in de buurt van de medailles. Een maand later op de wereldkampioenschappen shorttrack 2014 won hij brons op de 1000 en 1500 meters en zilver op de aflossing met de Zuid-Koreaanse ploeg.
Op de wereldkampioenschappen shorttrack 2015 won Park de 1000 meter en leek in de 3000 meter superfinale goede papieren te hebben om ook de eindzege te pakken. Hij werd echter geklopt door Sjinkie Knegt, waarna ze in punten gelijk kwamen. Knegt won vanwege zijn betere prestatie in de superfinale de wereldtitel en Park moest genoegen nemen met zilver.

## Familie
Park Se-yeong heeft twee zussen die ook allebei schaatsen. Park Seung-hi is tweevoudig olympisch kampioene shorttrack en Park Seung-ju is langebaanschaatsster. Op de Olympische Winterspelen van Sotsji deden ze alle drie mee.